# Karen Hannover
Karen Anna Hannover (født 27. oktober 1872 i København, død 30. januar 1943 i København) var en dansk keramiker, .
Datter af forfatter og redaktør Vilhelm Christian Sigurd Topsøe og Augusta Pauline Kirstine Petersen. Gift 1897 med kunsthistoriker, senere museumsdirektør ved Kunstindustrimuseet i København, Emil Viggo Hannover (1864-1923).

## Kunstnerisk virke
Karen Hannover var autodidakt som kunstner. I 1893 flyttede hun med sin mor og søster til Paris, hvor mosteren, maleren Anna Petersen, uddannede sig. Gennem hende fik Karen Hannover indblik i det stimulerende kunstmiljø i byen og færdedes i kredse af kunstnere, som talte billedhuggeren J.F. Willumsen, forfatteren Herman Bang og digteren Sophus Claussen. Senere, ved ægteskabet i 1897 med kunsthistorikeren Emil Hannover, fortsatte omgangskredsen med kunstnere som malerne Johan Rohde samt Agnes Slott-Møller og Harald Slott-Møller, og kunstkritikeren Karl Madsen.
Det første arbejde med fajance påbegyndtes i 1910, hvor Karen Hannover indledte et samarbejde med P. Ipsens Terrakottafabrik. Hun eksperimenterede i sine lågkrukker og terriner med frugter og blomster som former, mellem slyngende blade og en samtidig gennembrydning af materialet. Mange af hendes arbejder er udført med polykrome dekorationer, andre fremstår mere naturalistiske og med naturlige farver.
Kvindelige Kunstneres Retrospektive Udstilling i Den Frie Udstillings Bygning i 1920 var en omfattende præsentation af danske kvindelige kunstnere. Her vistes værker af i alt 169 kunstnere, heraf 30 afdøde. Karen Hannover, som blev en del af organiseringsgruppen bag udstillingen, deltog med 10 arbejder i fajance, alle udført i årene mellem 1913 og 1920. Det drejede sig om gennembrudte lågkrukker, Blomsterskål med Egeblade, terriner med pærer og citroner samt Rosen-Dåse og Artiskok-Dåse.
Karen Hannover var blandt de 25 kunstnere, der i 1916 underskrev og udsendte en opfordring til danske kvindelige kunstnere om at møde op til stiftelse af en faglig forening for kvindelige kunstnere. Mødet blev afholdt den 7. februar 1916, og foreningens navn blev Kvindelige Kunstneres Samfund. Fra starten deltog kunsthåndværkere på lige fod med billedkunstnere i foreningens virke.
Foreningens 10 års jubilæum fejredes med en udstilling i Kunstindustrimuseet i 1926: "Kvindelige Kunstneres Udstilling i Kunstindustrimuseet 23. Oktbr. - 21. Novbr." Her udstillede 68 danske kunstnere og kunsthåndværkere sammen med 21 norske og 66 svenske udstillere. Karen Hannover deltog med 8 fajancer. Udstillingen blev anmeldt af tegneren og keramikeren Ebbe Sadolin, som om hendes værker udtrykte: "Paa Keramikens Omraade er Karen Hannover den, der bedst hævder vor nationale Specialitet med sine smukke Fajancer, hvor Fornemmelse for Materialet og Naturfølelse har indgaaet en sjældent harmonisk Forbindelse".

## Udstillinger
- 1910 Kunstindustrimuseet: Landsforeningen Dansk Kunsthaandværk
- 1914 Malmø: Baltiska Utställningen
- 1913 Den Frie Udstillings Bygning: gæst hos De Frie Billedhuggere
- 1919 Bergens Kunstforening og Kristiania/Oslo: Separatudstilling s. m. billedhugger, professor Einar Utzon-Frank
- 1920 Den Frie Udstillings Bygning: Kvindelige Kunstneres Retrospektive Udstilling
- 1921 Salon d´Automne i Paris
- 1922 Charlottenborgs Forårsudstilling
- 1923 Den Frie Udstillings Bygning: gæst hos De Frie Billedhuggere
- 1926 Kunstindustrimuseet: Kvindelige Kunstneres Samfunds Udstilling, Dansk, Norsk, Svensk Kunsthaandværk[6]
- 1942 Nationalmuseet, Stockholm, og Kunstindustrimuseet, København: Landsforeningen Dansk Kunsthåndværk[1]

## Værker i offentlig eje
- Skalformet skål, hvidglaseret fajance, Vejen Kunstmuseum, inv. nr. 01093
- Lille lågterrin med farvede blomster påsat i relief, 1915, glaseret fajance med tre påsatte grøntglaserede hanke, Vejen Kunstmuseum, inv. nr. 01090 a+b
- Ananasformet lågkrukke, polykromt glaseret fajance, Vejen Kunstmuseum, inv. nr. 01097 a+b
- Ananasformet lågkrukke, polykromt glaseret fajance, Vejen Kunstmuseum, inv. nr. 01098 a+b
- Lille muslingeformet skål, hvidglaseret fajance, Vejen Kunstmuseum, inv. nr. 01094
- Lille skål formet som en halv citron med løvværk, flerfarvet glaseret fajance, Vejen Kunstmuseum, inv. nr. 01092
- Vase med regelmæssig påsat ornamentik, hvidglaseret fajance, Vejen Kunstmuseum, inv. nr. 01095
- Lille lågterrin med blomster i relief, 1912, glaseret fajance med tre påsatte grønglaserede hanke, Vejen Kunstmuseum, inv. nr. 01091
- Lågkrukke, 1912, delvist bemalet fajance, Vejen Kunstmuseum, inv. nr. 02349 a+b[7]
- Blomsterskål, fajance med hvidgrå glasur, før 1931, Ordrupgaard, inv. nr. 353 WH